# Novembre 1848

## Événements
- 2 novembre - 4 novembre, France : le projet de Constitution, discuté en seconde lecture, est adopté par 739 voix contre 30, par une majorité de droite. Elle est promulguée le 21 novembre.

- 3 novembre :
  - Nouvelle constitution libérale aux Pays-Bas.
  - Indonésie : la Constitution de 1848 oblige le roi des Pays-Bas de faire « présenter aux États Généraux un rapport circonstancié sur l’administration » des colonies et possessions « et sur l’état dans lequel elles se trouvent ».

- 4 novembre : l'esclavage est aboli dans les Antilles et en Guyane française.

- 7 novembre (Brésil) : le soulèvement révolutionnaire libéral des Praieira éclate au Pernambouc contre le gouvernement conservateur centralisateur et les marchands portugais qui possèdent un tiers des maisons de commerce. Il est anéanti dès 1850.

- 10 novembre :
  - France : à la Constituante, discours de Victor Hugo « sur la question des encouragements aux lettres et aux arts ».
  - Abbas Ier Hilmi, fils de Toussoun, petit-fils de Méhémet Ali, succède à Ibrahim-Pacha comme pacha d’Égypte (fin en 1854). Abbas Ier prend ses distances avec les puissances occidentales. Malgré des relations difficiles avec les ottomans, il s’acquitte du tribut annuel de 30 millions de piastres réclamé par la Porte.

- 12 novembre, France : promulgation Place de la Concorde de la nouvelle constitution de la Deuxième République. L’État doit fournir du travail ou une assistance aux citoyens nécessiteux. L’exécutif est représenté par un président élu pour quatre ans au suffrage universel, qui nomme et révoque les ministres. L’Assemblée unique, élue pour trois ans, vote les lois.
  - La nouvelle Constitution française déclare l’Algérie partie intégrante du territoire français.

- 14 novembre, France : Armand Marrast est élu président de l'Assemblée.

- 15 novembre, France : assassinat de Rossi, ancien ambassadeur de France à Rome, italien, ami de Guizot.

- 20 novembre, France : Louis Bonaparte publie un manifeste électoral.

- 21 novembre, Empire d'Autriche : l’empereur nomme un nouveau gouvernement présidé par le prince Félix Schwarzenberg. Bien que conservateur, il s’entoure de libéraux comme Stadion et Bruck (commerce). Kraus reste aux finances et Alexandre Bach à l’intérieur.

- 24 novembre, Italie : contraint de former un ministère démocrate, Pie IX fuit également à Gaëte d’où il annule toutes les décisions prises par le nouveau ministère. Une Constituante proclame la fin du pouvoir temporel et une République romaine dirigée par un triumvirat (Aurelio Saffi, Carlo Armellini, Giuseppe Mazzini).

- 25 novembre, France: Victor Hugo vote contre le décret que prend l'Assemblée de déclarer que le général Cavaignac a bien mérité de la patrie.

- 30 novembre, France : départ de Paris, quai Saint-Bernard, du quinzième convoi de peuplement constitué de 865 personnes (dont 40 enfants de moins de 2 ans) en partance pour l'Algérie ; arrivée à Marseille le 16/12/1848 ; départ de Marseille le 17/12/1848 sur la corvette "Le Cacique" à destination de Mostaganem où il arrive le 22/12/1848 ; colonies agricoles de Aboukir, Aïn Nouissy, Tounin et son annexe Carouba.

## Naissances
- 1er novembre : Jules Bastien-Lepage, peintre naturaliste français († 10 décembre 1884).
- 5 novembre : James Whitbread Lee Glaisher (mort en 1928), mathématicien anglais.
- 8 novembre : Gottlob Frege (mort en 1925), mathématicien, logicien et philosophe allemand.
- 13 novembre :
  - Albert Ier de Monaco, prince de Monaco († 26 juin 1922).
  - Stanislas-Arthur-Xavier Touchet, cardinal français, évêque d'Orléans († 29 septembre 1926).
- 25 novembre : William Frederick Denning (mort en 1931), astronome amateur britannique.

## Décès
- 15 novembre : Francesco de Vico (né en 1805), astronome et prêtre jésuite italien.
- 24 novembre: Lord Melbourne.
- 30 novembre : Louis Foureau de Beauregard, homme politique français (° 18 mai 1774).